# 工人街道 (铁岭市)
工人街道，是中华人民共和国辽宁省铁岭市银州区下辖的一个乡镇级行政单位。

## 行政区划
工人街道下辖以下地区：
广裕社区、天兴社区、站前社区、苗圃社区、新华园社区、向阳园社区、铁通社区、通达社区、春园社区和协合社区。